# Larrelt
Larrelt is een voormalig dorp in de Duitse deelstaat Nedersaksen. Het eeuwenoude dorp, de oudste vermelding dateert uit 930, behoorde oorspronkelijk tot de voormalige Landkreis Norden, maar werd direct na de oorlog bij Emden gevoegd.